# REKO-ring
REKO-ringar är en modell för lokal direkthandel mellan småskaliga producenter och konsumenter med fokus på mat. REKO står för Rejäl Konsumtion.
Kommunikationen mellan producenter och konsumenter sker på Facebook-grupper. Producenterna lägger upp listor på tillgängliga varor, konsumenterna beställer och man möts på till exempel en parkering för utdelning och betalning.
Genom att konsumenterna i förväg beställer varorna minskar matsvinnet.

## Historik
Grundidén till konceptet för REKO fanns i AMAP-rörelsen i Frankrike och när Thomas Snellman hade sett hur det fungerade kände han att det var genialiskt och att han måste göra något av det hemma i Finland. De senaste decennierna hade direktförsäljning från mindre producenter minskat, samtidigt som konsumenternas efterfrågan efter närproducerat ökat.
I samarbete med Foodia mathantverk började man under 2012 inom projektet EkoNu att förbereda konceptet och januari 2013 presenterades konceptet REKO. Som pilotprojekt startades de två första ringarna i Jakobstad och Vasa i Österbotten i Finland sommaren 2013. Första utdelningen i Jakobstad var 6 juni 2013 och Vasa månaden efteråt.  Under hösten och vintern började fler ringar att bildas.
Hösten 2016 bildades i Grästorp den första REKO-ringen i Sverige.
Det tog under 2017 riktigt fart i väst Sverige.
| Datum         | Uppskattat antal ringar i Finland |
| ------------- | --------------------------------- |
| Juni 2013     | 2                                 |
| November 2014 | 17                                |
| November 2015 | 100                               |
| Mars 2018     | 180–190                           |